# 28353 Chrisnielsen
28353 Chrisnielsen è un asteroide della fascia principale. Scoperto nel 1999, presenta un'orbita caratterizzata da un semiasse maggiore pari a 2,2428582 UA e da un'eccentricità di 0,1888490, inclinata di 3,47247° rispetto all'eclittica.